# Генрих IV (герцог Мекленбурга)
Генрих IV Толстый (нем. Heinrich IV. zu Mecklenburg; 1417 — 9 марта 1477) — герцог Мекленбургский в 1422—1477 годах.

## Биография
Герцог Мекленбурга Генрих IV, прозванный Толстым за свой расточительный образ жизни и соответствующую тучность, был сыном герцога Мекленбурга Иоганна IV и Екатерины Саксен-Лауэнбургской.
Генрих правил после смерти своего отца, до 1436 года — при регенте, своей матери Катерине, вместе со своим братом Иоганном V, умершим в 1442 году.
В мае 1432 года Генрих женился на Доротее, дочери маркграфа Бранденбурга Фридриха I.
После смерти Вильгельма Верльского, последнего представителя по мужской линии правителей Верле, княжество Верле отошло к герцогству Мекленбург. После смерти в 1471 году Ульриха II, правившего в Мекленбург-Штаргарде, Мекленбург вновь объединился в одних руках.
Благодаря посредничеству Генриха в мае 1472 года закончилась Война за штеттинское наследство между померанскими герцогами и бранденбургскими курфюрстами.
В конце жизни Генрих передал государственные дела своим сыновьям Альбрехту, Иоганну и Магнусу. Последний стал единственным наследником после смерти Генриха и двух старших братьев. Младший брат Магнуса Бальтазар мало интересовался управлением страной.
Генрих был похоронен в Доберане.

## Дети
- Иоганн VI (ум. 1474) — герцог Мекленбурга
- Альбрехт VI (ум. 1483) — герцог Мекленбурга
- Магнус II — герцог Мекленбурга
- Бальтазар — герцог Мекленбурга, коадъютор Шверинского княжества-епископства до 1479 года